# Lourgou
Lourgou är en ort i Burkina Faso.   Den ligger i provinsen Province du Bam och regionen Centre-Nord, i den centrala delen av landet, 120 km norr om huvudstaden Ouagadougou. Lourgou ligger 368 meter över havet och antalet invånare är 548.
Terrängen runt Lourgou är platt. Närmaste större samhälle är Kongoussi, 18,8 km sydost om Lourgou.
Trakten runt Lourgou består i huvudsak av gräsmarker. Runt Lourgou är det ganska tätbefolkat, med 129 invånare per kvadratkilometer.